# Ламас, Рикардо
Рика́рдо Алеха́ндро Ла́мас (англ. Ricardo Alejandro Lamas; род. 21 мая 1982, Чикаго) — американский боец смешанного стиля, представитель лёгкой и полулёгкой весовых категорий. Выступал на профессиональном уровне начиная с 2008 года, известен по участию в турнирах бойцовских организаций UFC и WEC, был претендентом на титул чемпиона UFC в полулёгком весе.

## Биография
Рикардо Ламас родился 21 мая 1982 года в Чикаго, штат Иллинойс. Его отец — кубинец, а мать — мексиканка, поэтому он часто выходит в одежде с флагами США, Кубы и Мексики.
Учился в старшей школе в Хинсдейле, затем поступил в Элмхурстский колледж — в 2005 году благополучно окончил его, получив степень в области практических наук. Во время учёбы в колледже неизменно состоял в местной борцовской команде, имел статус всеамериканского спортсмена, выступал в третьем дивизионе Национальной ассоциации студенческого спорта. По окончании колледжа некоторое время работал здесь помощником главного тренера по борьбе.
Позже освоил бразильское джиу-джитсу, удостоился в этой дисциплине чёрного пояса, получив его из рук мастера Даниэля Вальверде.

### Начало профессиональной карьеры
Дебютировал в смешанных единоборствах на профессиональном уровне в январе 2008 года, заставил своего соперника сдаться в первом же раунде с помощью «гильотины». В следующем поединке завоевал титул чемпиона ISCF, после чего продолжил выступать в различных небольших промоушенах США.

### World Extreme Cagefighting
Имея в послужном списке пять побед и ни одного поражения, Ламас привлёк к себе внимание крупной организации World Extreme Cagefighting и в марте 2009 года впервые выступил в клетке WEC — узнал о своём поединке за четыре дня до начала турнира, вышел на коротком уведомлении против Барта Палашевского, заменив травмировавшегося Ричарда Кранкилтона. За счёт своих борцовских навыков доминировал на протяжении всего боя и выиграл единогласным решением судей.
Однако в следующем поединке потерпел первое в профессиональной карьере поражение, техническим нокаутом проиграл Дэнни Кастильо.
В дальнейшем одержал в клетке WEC победу над такими известными бойцами как Джеймс Краузе, Бенди Казимир и Дейв Дженсен, но был нокаутирован Иури Алкантарой. Когда в октябре 2010 года организация WEC был поглощена более крупным игроком на рынке смешанных единоборств Ultimate Fighting Championship, все сильнейшие бойцы оттуда автоматически перешли на контракт к новому владельцу, в том числе перешёл и Ламас.

### Ultimate Fighting Championship
Для выступлений в октагоне UFC Рикардо Ламас решил спуститься в полулёгкую весовую категорию, и это принесло свои плоды — им были повержены Мэтт Грайс, Каб Свонсон, Хацу Хиоки и Эрик Кох.
Благодаря череде удачных боёв удостоился права оспорить титул чемпиона в полулёгком весе, которой на тот момент принадлежал бразильцу Жозе Алду. Чемпионский бой между ними состоялся в феврале 2014 года и продлился все отведённые пять раундов — в итоге судьи единогласным решением отдали победу Алдо, сохранив за ним чемпионский пояс.
Впоследствии взял верх над такими соперниками как Акран Диас, Деннис Бермудес, Диего Санчес, Шарлис Оливейра, Джейсон Найт. Проиграл Чеду Мендесу, Максу Холлоуэю и Джошу Эмметту.

## Статистика в профессиональном ММА
| Боёв 28  | Побед 20 | Поражений 8 |
| -------- | -------- | ----------- |
| Нокаутом | 6        | 5           |
| Сдачей   | 5        | 0           |
| Решением | 9        | 3           |

| Результат | Рекорд | Соперник          | Способ                     | Турнир                                      | Дата            | Раунд | Время | Место                   | Примечание                                                                    |
| --------- | ------ | ----------------- | -------------------------- | ------------------------------------------- | --------------- | ----- | ----- | ----------------------- | ----------------------------------------------------------------------------- |
| Победа    | 20-8   | Билл Алджо        | Единогласное решение       | UFC Fight Night: Smith vs. Rakić            | 29 августа 2020 | 3     | 5:00  | Лас-Вегас, США          | Бой вечера.Ламас после боя объявил о завершение карьеры в ММА                 |
| Поражение | 19-8   | Кэлвин Каттар     | KO (удары руками)          | UFC 238                                     | 8 июня 2019     | 1     | 4:06  | Чикаго, США             |                                                                               |
| Победа    | 19-7   | Даррен Элкинс     | TKO (удары)                | UFC Fight Night: Magny vs. Ponzinibbio      | 17 ноября 2018  | 3     | 4:09  | Буэнос-Айрес, Аргентина |                                                                               |
| Поражение | 18-7   | Мирсад Бектич     | Раздельное решение         | UFC 225                                     | 9 июня 2018     | 3     | 5:00  | Чикаго, США             |                                                                               |
| Поражение | 18-6   | Джош Эмметт       | KO (удар рукой)            | UFC on Fox: Lawler vs. dos Anjos            | 16 декабря 2017 | 1     | 4:33  | Виннипег, Канада        | Бой в промежуточном весе 67,4 кг; Эмметт не сделал вес.                       |
| Победа    | 18-5   | Джейсон Найт      | TKO (удары руками)         | UFC 214                                     | 29 июля 2017    | 1     | 4:34  | Анахайм, США            |                                                                               |
| Победа    | 17-5   | Шарлис Оливейра   | Сдача (гильотина)          | The Ultimate Fighter Latin America 3 Finale | 5 ноября 2016   | 2     | 2:13  | Мехико, Мексика         | Бой в промежуточном весе 70,3 кг; Оливейра не сделал вес. Выступление вечера. |
| Поражение | 16-5   | Макс Холлоуэй     | Единогласное решение       | UFC 199                                     | 4 июня 2016     | 3     | 5:00  | Инглвуд, США            |                                                                               |
| Победа    | 16-4   | Диего Санчес      | Единогласное решение       | The Ultimate Fighter Latin America 2 Finale | 21 ноября 2015  | 3     | 5:00  | Монтеррей, Мексика      |                                                                               |
| Поражение | 15-4   | Чед Мендес        | TKO (удары руками)         | UFC Fight Night: Mendes vs. Lamas           | 4 апреля 2015   | 1     | 2:45  | Фэрфакс, США            |                                                                               |
| Победа    | 15-3   | Деннис Бермудес   | Сдача (гильотина)          | UFC 180                                     | 15 ноября 2014  | 1     | 3:18  | Мехико, Мексика         |                                                                               |
| Победа    | 14-3   | Акран Диас        | Единогласное решение       | UFC Fight Night: Swanson vs. Stephens       | 28 июня 2014    | 3     | 5:00  | Сан-Антонио, США        |                                                                               |
| Поражение | 13-3   | Жозе Алду         | Единогласное решение       | UFC 169                                     | 1 февраля 2014  | 5     | 5:00  | Ньюарк, США             | Бой за титул чемпиона UFC в полулёгком весе.                                  |
| Победа    | 13-2   | Эрик Кох          | TKO (удары локтями)        | UFC on Fox: Johnson vs. Dodson              | 26 января 2013  | 2     | 2:32  | Чикаго, США             |                                                                               |
| Победа    | 12-2   | Хацу Хиоки        | Единогласное решение       | UFC on FX: Maynard vs. Guida                | 22 июня 2012    | 3     | 5:00  | Атлантик-Сити, США      |                                                                               |
| Победа    | 11-2   | Каб Свонсон       | Сдача (треугольник руками) | UFC on Fox: Velasquez vs. dos Santos        | 12 ноября 2011  | 2     | 2:16  | Анахайм, США            | Приём вечера.                                                                 |
| Победа    | 10-2   | Мэтт Грайс        | TKO (удары)                | UFC Live: Kongo vs. Barry                   | 26 июня 2011    | 1     | 4:41  | Питтсбург, США          | Дебют в полулёгком весе.                                                      |
| Поражение | 9-2    | Иури Алкантара    | KO (удар рукой)            | WEC 53                                      | 16 декабря 2010 | 1     | 3:26  | Глендейл, США           |                                                                               |
| Победа    | 9-1    | Дейв Дженсен      | Единогласное решение       | WEC 50                                      | 18 августа 2010 | 3     | 5:00  | Лас-Вегас, США          |                                                                               |
| Победа    | 8-1    | Бенди Казимир     | KO (летучее колено)        | WEC 47                                      | 6 марта 2010    | 1     | 3:43  | Колумбус, США           |                                                                               |
| Победа    | 7-1    | Джеймс Краузе     | Единогласное решение       | WEC 44                                      | 18 ноября 2009  | 3     | 5:00  | Лас-Вегас, США          |                                                                               |
| Поражение | 6-1    | Дэнни Кастильо    | TKO (удары руками)         | WEC 42                                      | 9 августа 2009  | 2     | 4:15  | Лас-Вегас, США          |                                                                               |
| Победа    | 6-0    | Барт Палашевский  | Единогласное решение       | WEC 39                                      | 1 марта 2009    | 3     | 5:00  | Корпус-Кристи, США      |                                                                               |
| Победа    | 5-0    | Кристофер Мартинс | Единогласное решение       | IHC 12: Resurrection                        | 8 ноября 2008   | 3     | 5:00  | Чикаго, США             |                                                                               |
| Победа    | 4-0    | Гейб Миранда      | TKO (удары руками)         | Warriors Collide 6                          | 4 октября 2008  | 1     | 3:16  | Касл-Рок, США           |                                                                               |
| Победа    | 3-0    | Джеймс Бёрдсли    | Единогласное решение       | Warriors Collide 4                          | 19 июля 2008    | 2     | 5:00  | Крипл-Крик, США         |                                                                               |
| Победа    | 2-0    | Кэл Ферри         | Сдача (гильотина)          | ISCF: Rumble in the Park                    | 26 апреля 2008  | 4     | 4:50  | Лавс-Парк, США          | Выиграл титул чемпиона ISCF в лёгком весе.                                    |
| Победа    | 1-0    | Джейк Корри       | Сдача (гильотина)          | FCE: Collision                              | 25 января 2008  | 1     | 1:49  | Нортлейк, США           |                                                                               |